# Marmo di Carrara
che ne’ monti di Luni, dove ronca 

lo Carrarese che di sotto alberga,
ebbe tra’ bianchi marmi la spelonca 

per sua dimora; onde a guardar le stelle 

e ’l mar no li era la veduta tronca.»
(Dante Alighieri, Divina Commedia, Inferno XX)
Il marmo di Carrara (per i Romani marmor lunensis, "marmo di Luni") è un tipo di marmo estratto dalle cave delle Alpi Apuane in territorio di Carrara, universalmente noto come uno dei marmi più pregiati. Con questo marmo sono state realizzate alcune delle più importanti opere architettoniche e scultoree del mondo.

## Storia
Le cave di pietra delle Alpi Apuane erano probabilmente già utilizzate durante l'età del ferro dai Liguri di Ameglia (località Cafaggio, SP). La necropoli di questo sito, a pochi chilometri a sud-ovest della colonia romana di Luna, è datata al IV secolo a.C. Il sito è caratterizzato da sepolture a incinerazione poste entro cassetta (cista) di lastre di pietra scistosa provenienti dal vicino promontorio del Corvo, ove sono pure presenti giacimenti di marmo bianco. Non a caso, la seconda fase di utilizzo del cimitero (I - II secolo d.C.), presenta cremazioni, ma pure sepolture a inumazione nella nuda terra con una rudimentale cassa di copertura composta da materiali di recupero; fra di essi, appunto, frammenti di marmo. 

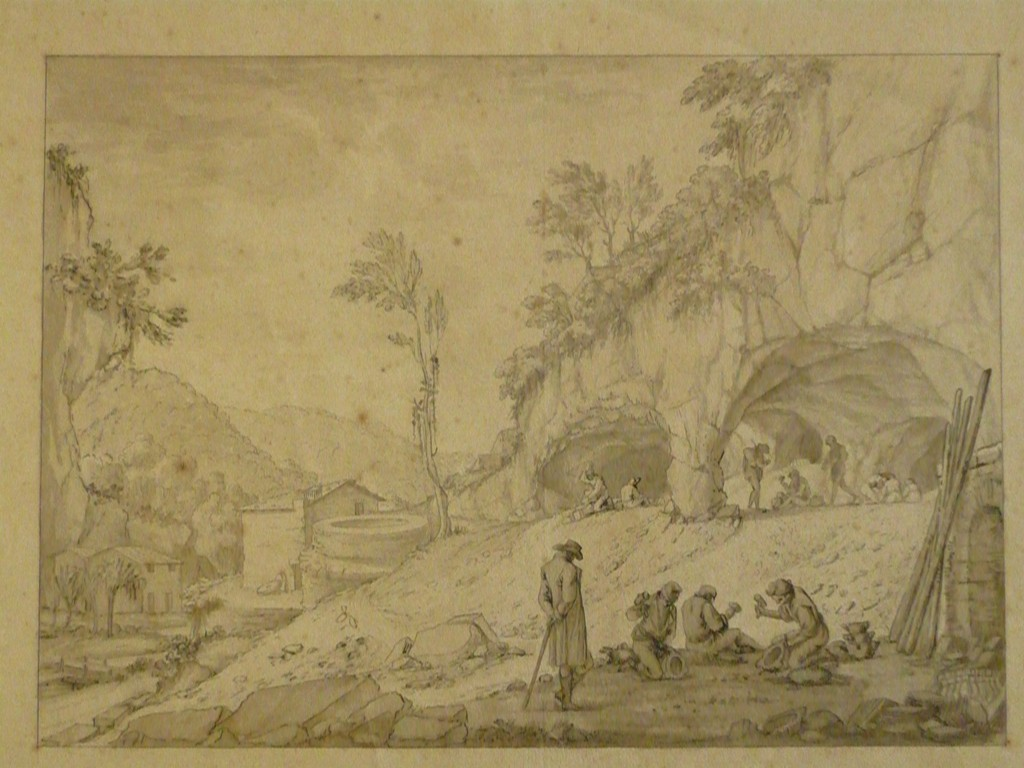
Operai nelle cave intenti alla fabbricazione di mortai, quadrette e balaustre di marmo.
Disegno a penna e acquerello di Saverio Salvioni, Massa, 1810 ca.

L'attività estrattiva vera e propria si sviluppò a partire dall'epoca romana, e conobbe il maggiore sviluppo sotto Giulio Cesare (48-44 a.C.).
L’esportazione, che avveniva tramite il porto di Luni (ragion per cui il marmo delle Alpi Apuane è detto, in archeologia, marmo lunense), assunse allora un’entità tale da rifornire le maestranze preposte alla costruzione delle maggiori costruzioni pubbliche di Roma e del suo impero e di numerose dimore patrizie.
Delle cave più antiche, distribuite nei bacini di Torano, Miseglia e Colonnata, non resta molto, poiché l’attività estrattiva protrattasi nei secoli ha causato la loro progressiva distruzione. In tal modo, cave come quella di Polvaccio e Mandria (Torano) e Canalgrande (Miseglia) sono andate perdute. Sono, invece, ancora integre le cave di La Tagliata (Miseglia) e Fossacava (Colonnata), sebbene scarsamente valorizzate da un punto di vista storico-archeologico e turistico. Un'altra cava di origine certamente antica, è la cosiddetta Cava Romana di Forno (Massa), oggetto di diatribe legali per violazioni ambientali e alla quale nel 2017 non è stata rinnovata la compatibilità ambientale.
Dal V secolo l'attività estrattiva subì un periodo di stasi a seguito delle invasioni barbariche. Più tardi, con la maggiore diffusione del cristianesimo, il marmo fu richiesto in grandi quantità per l'edificazione degli edifici religiosi e per il loro arredo interno.
La fervente attività delle cave si dovette soprattutto ai Maestri comacini, a Nicola e a Giovanni Pisano, che lo utilizzarono per le loro opere nell'Italia centrale.
Gran parte delle cave erano di proprietà dei marchesi Malaspina che a loro volta le affittavano a famiglie di maestri di Carrara che gestivano sia l’estrazione sia il trasporto del prezioso materiale. Alcune di esse, come i Maffioli, i quali avevano in locazione alcune cave a nord di Carrara, nella zona di Torano, o, negli anni ’90 del Quattrocento, Giovanni Pietro Buffa, che acquistava a credito il marmo da cavatori locali per poi rivenderlo sul mercato veneziano, furono in grado di organizzare una fitta rete commerciale, esportando il marmo anche in località lontane. Solo per citare un esempio, a partire dal 1474, prima i Maffioli, poi il Buffa, fornirono il marmo per la facciata della Certosa di Pavia, occupandosi anche del trasporto del materiale che, per nave, dopo aver circumnavigato l’Italia, giungeva al cantiere del monastero dopo aver risalito con imbarcazioni il Po e il Ticino. A partire dal XVI secolo, in questo florido commercio, si inserirono anche scalpellini-mercanti genovesi.
Durante il Rinascimento fu il marmo utilizzato da Michelangelo, che veniva a scegliere personalmente i blocchi su cui lavorare.
Tra la fine del XVIII e il XIX secolo ci fu un rapido incremento delle cave, che cominciarono a concentrarsi nelle mani di pochi grandi concessionari, e l'"industrializzazione" dell'attività estrattiva, che richiamò un gran numero di lavoratori delle comunità montane, spostandoli dalle tradizionali occupazioni agro-pastorali a quelle minerarie. A questo periodo risale la costruzione della Ferrovia Marmifera Privata di Carrara, sulla quale attualmente ci sono progetti di rigenerazione urbana e del Porto di Carrara. Questo processo proseguì anche nel XX secolo, con la realizzazione di infrastrutture quali la diramazione della Teleferica del Balzone, nel 1907 e del ramo per Arni della Tranvia della Versilia, inaugurato nel 1923.
Nel XX secolo si fece ampio uso del marmo di Carrara durante il fascismo: Mussolini donò perfino del marmo per una delle due moschee della Spianata del Tempio di Gerusalemme.
Nel Dopoguerra, in particolare nel secondo, l'attività estrattiva è cresciuta a dismisura in termini di materiale rimosso, tanto che, la rivista Focus ha affermato che "negli ultimi 20 anni, qui si è scavato più che in duemila anni di storia", tuttavia il numero degli occupati diretti nelle cave è passato, secondo il Corriere della Sera, dai 16.000 degli anni '50 ai circa 1.000 di oggi. In risposta a tale fenomeno è nato il movimento No Cav.

## Le cave

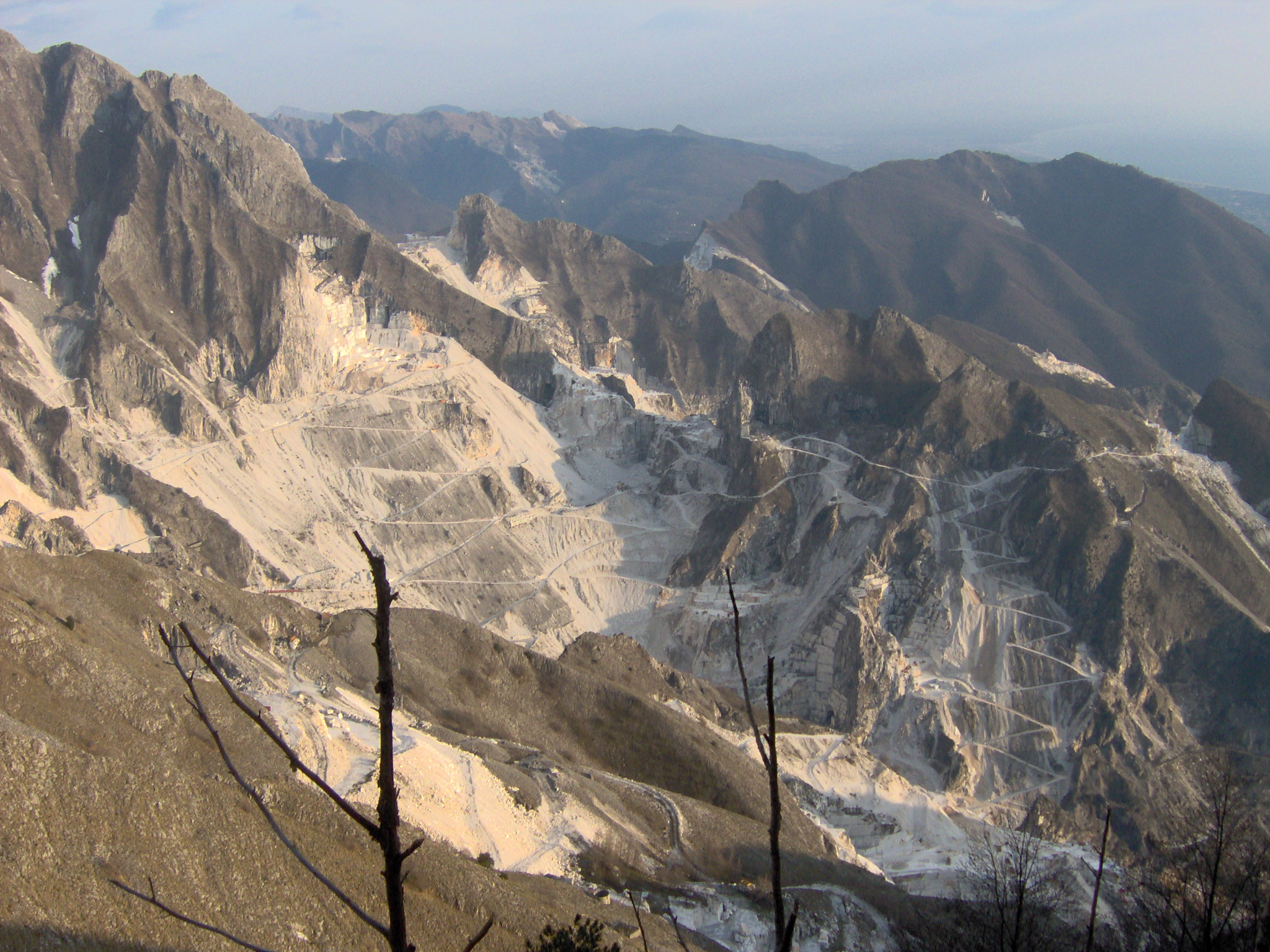
Le cave viste da Campocecina e il relativo impatto sulla morfologia dei luoghi.

Le cave sono luoghi dove da molti secoli avviene l'escavazione e la lavorazione del marmo e possono essere di due tipi: chiuse e a cielo aperto. Per il modo con il quale viene prelevato il marmo, la profondità di prospettiva delle pareti bianche, gli ampi spazi, la precisione simmetrica dei gradoni, i piani di lavorazione, sembrano gradinate di anfiteatri.
Lo status giuridico della proprietà di molte cave apuane è piuttosto complesso e trae origine dai concetto di "beni estimati" e da un editto della contessa Maria Teresa Cybo Malaspina del 1751. Sebbene nel 1995 la Corte Costituzionale avesse disposto che le concessioni delle cave fossero sempre temporanee, nell'ottobre 2016 ha accolto parzialmente il ricorso di alcune società private, tra le quali Omya, contro la Legge Regionale 35/2015 che avrebbe assimilato le cave tra i beni indisponibili comunali, stabilendo che alcune (le più "antiche") fossero da ritenersi "private", altre "pubbliche" ed altre ancora con quote variabili dei due regimi, nonostante l'appello di numerosi intellettuali contro la presunta "privatizzazione". La classificazione dei terreni sui quali insistono le cave è stata spesso oggetto di contenziosi legali. La Cassazione ha inoltre escluso nel 2018 che possa essere applicato l'usucapione sugli agri marmiferi.
Alcune cave site nei comuni di Vagli Sotto e Stazzema (Arni) insistono su terreni ad uso civico, nonostante che su essi sia proibita l'attività di escavazione, ai sensi della sentenza n. 6132 del 21 settembre 2021 della Corte di Appello di Roma.
La Regione Toscana, in deroga al Codice dei beni culturali e del paesaggio che tutela "le montagne per la parte eccedente 1.600 metri sul livello del mare per la catena alpina e 1.200 metri sul livello del mare per la catena appenninica e per le isole, i ghiacciai e i circhi glaciali, i parchi e le riserve nazionali o regionali, nonché i territori di protezione esterna dei parchi" consente l'escavazione anche oltre i 1.200 m s.l.m. e nelle aree del Parco naturale regionale delle Alpi Apuane. Nel 2020 il partito Europa Verde, che si prefigge la chiusura delle cave ricadenti nel parco e l'abrogazione delle deroghe regionali, ha sollevato la questione nelle sedi istituzionali e ha proposto un referendum abrogativo riguardante tali norme regionali.

## Escavazione e lavorazione del marmo

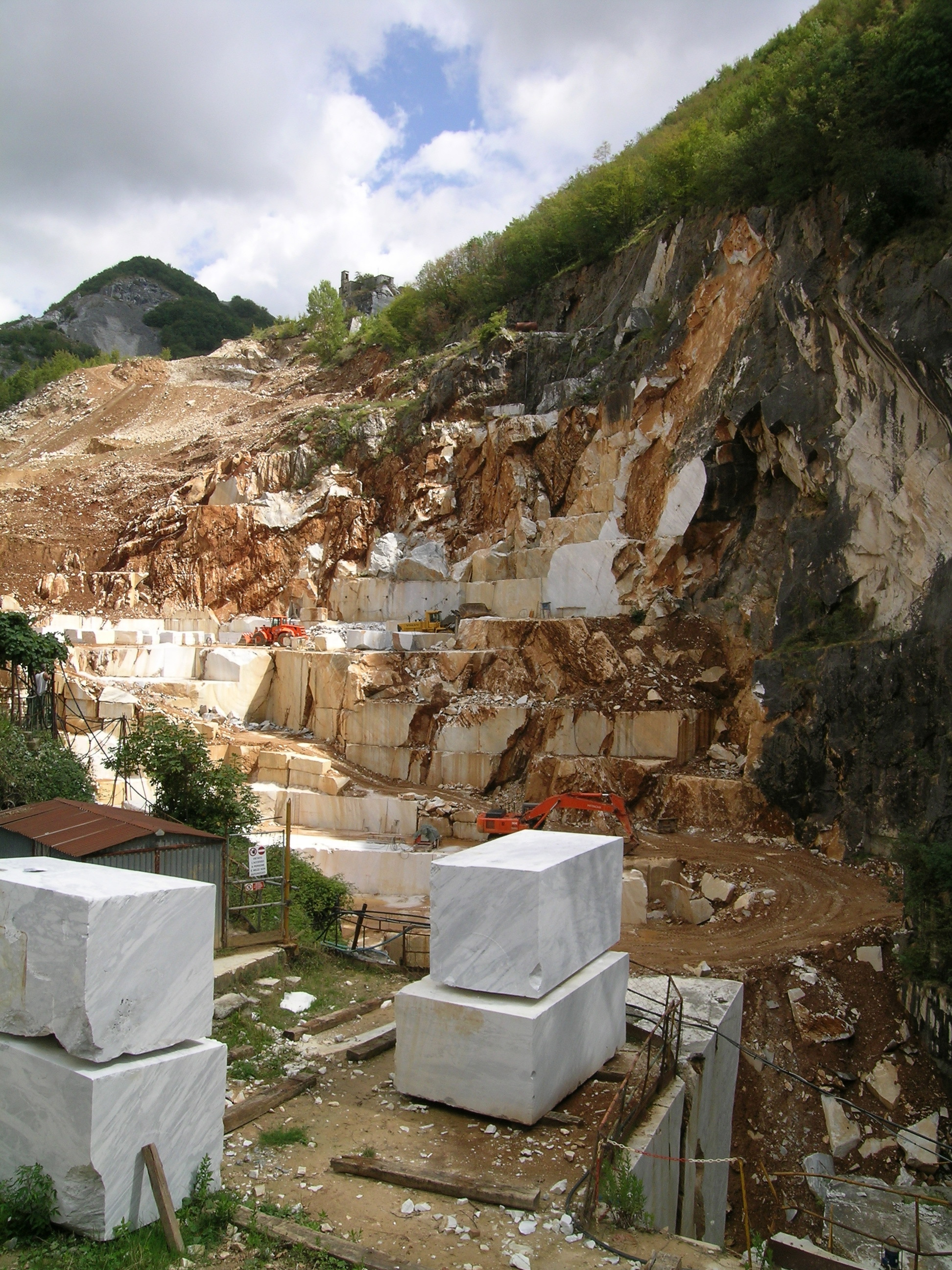
Una cava di marmo

L'escavazione del marmo nelle Alpi Apuane risale a epoche assai remote (I secolo a.C.) e ha subito nel secolo scorso profonde trasformazioni. Anticamente l'escavazione avveniva con metodi ed utensili molto semplici, quali picconi e piccozze, e con gran dispendio di tempo e lavoro per ottenere risultati modesti. Le indagini archeologiche hanno restituito alcuni degli strumenti impiegati nel corso del tempo, oggi conservati in gran parte al Museo del Marmo e dei Beni Culturali della città di Carrara.
Anticamente il lavoro essenzialmente manuale era svolto da una manodopera costituita in gran parte da condannati a lavori di fatica, schiavi e cristiani. I primi cavatori sfruttavano le fratture naturali della roccia nelle quali inserivano dei cunei di legno di fico che poi bagnavano con acqua, la naturale dilatazione provocava il distacco del masso. Per ottenere blocchi di dimensioni stabilite, i Romani ricorsero alla tecnica della "formella". Si praticava nel masso prescelto, lungo la linea di taglio, una scanalatura profonda 15–20 cm nella quale s'inserivano poi dei cunei di ferro che, percossi ripetutamente e a tempo, determinavano il distacco di blocchi di 2 m di spessore. Tali tecniche estrattive e quelle di lavorazione, come la segatura manuale, rimasero pressoché inalterate anche dopo la scoperta della polvere da sparo, il cui impiego si rivelò più dannoso che utile; infatti il marmo risultava spesso così frantumato da perdere qualsiasi valore commerciale. Solo in seguito con l'utilizzo delle mine con l'operazione chiamata la Varata (evento che lasciava tutti i lavoratori con il fiato sospeso) si poté distaccare una grande quantità di marmo senza danneggiare il prodotto stesso.
La vera e grande rivoluzione nella tecnica estrattiva avvenne alla fine dell'Ottocento con le invenzioni del filo elicoidale e della puleggia penetrante. Il filo di acciaio è un cavo di 4–6 mm di diametro, ottenuto dalla torsione ad elica di tre fili. Le scanalature così determinate hanno la funzione di trasportare e distribuire, lungo il taglio eseguito dal cavo, l'acqua e la sabbia silicea, originariamente proveniente da Massaciuccoli, che servono all'azione abrasiva. Il filo elicoidale, disposto in circuito su speciali pulegge di rinvio fissate ad appositi paletti detti potò, è lungo in genere alcune centinaia di metri e si muove a una velocità di 5–6 m/s, mentre incide il marmo a un ritmo di 20 cm l'ora. La puleggia penetrante è un disco d'acciaio caratterizzato, sulla circonferenza, da una scanalatura e da piccoli denti diamantati.
Mediante questi due geniali accorgimenti tecnici la puleggia, scorrendo su un apposito strumento a cremagliera chiamata "macchinetta" che ne consente il regolare e il continuo abbassamento, assolve contemporaneamente a due funzioni: mentre penetra nel marmo trascina nella scanalatura il filo elicoidale che provoca il taglio del blocco.

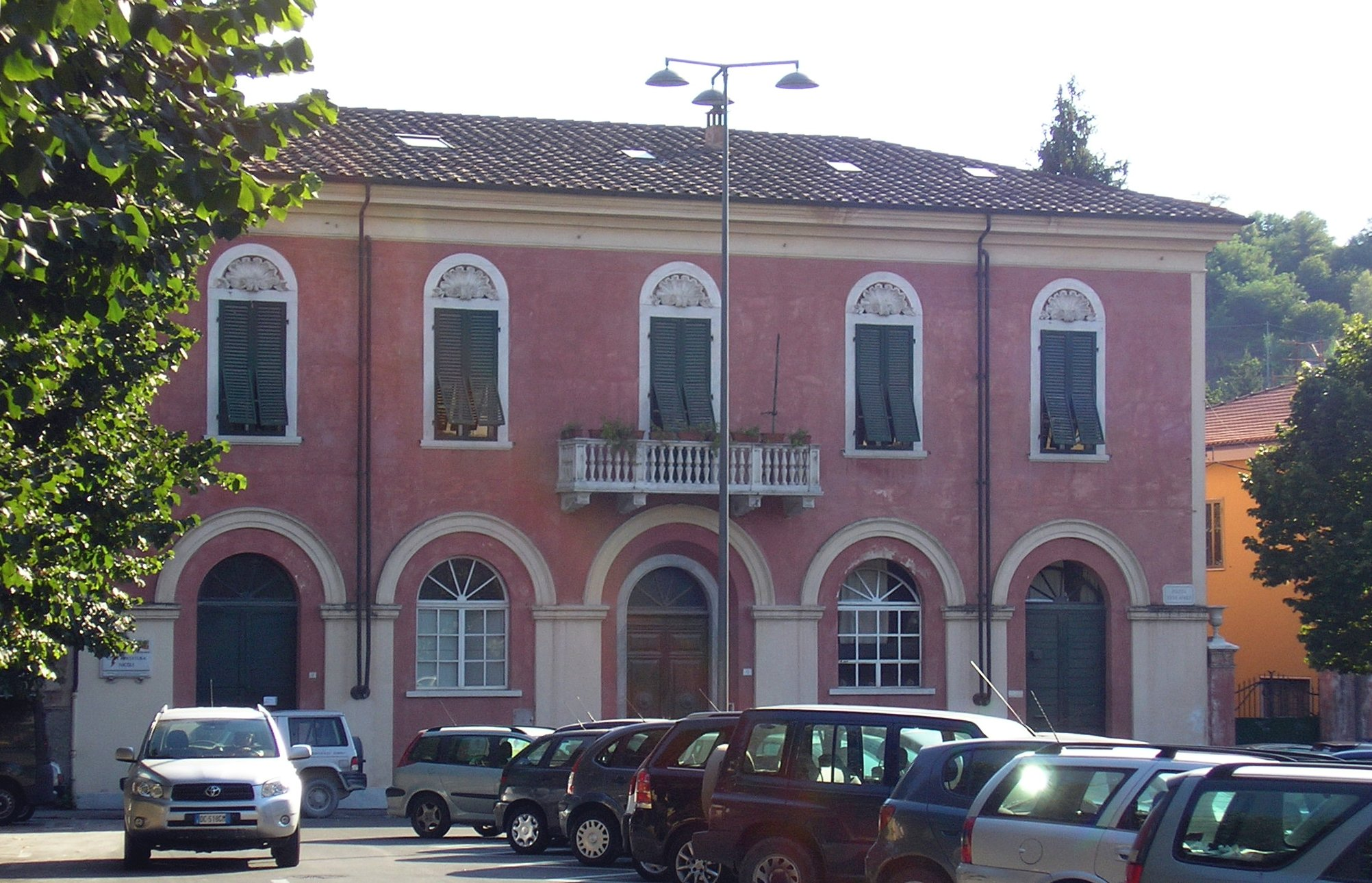
Lo studio di scultura Nicoli, uno dei più antichi a Carrara.

Prima di cominciare a tagliare a monte e iniziare sul piazzale qualsiasi lavoro, bisognava liberare la montagna da quella parte di roccia resa inservibile dall'alterazione superficiale. Per questo lavoro di agilità e perizia interveniva il "Tecchiaiolo" il quale aveva il compito di esaminare da vicino il marmo, liberandolo delle parti pericolanti: per fare questo doveva calarsi, appeso ad una fune, davanti al fronte di cava.
Il taglio al monte consisteva nell'isolare dal corpo marmoreo che costituisce il giacimento, una gigantesca porzione di roccia, detta bancata, di forma e dimensioni definite in funzione dei blocchi che si vogliono ottenere. Separata la bancata dalla massa rocciosa, i cavatori procedevano al suo ribaltamento sul piazzale di cava. Questa impressionante operazione presentava notevoli difficoltà e la sua esecuzione comportava seri rischi. Sul piazzale, intanto, si preparava il cosiddetto "letto" costituito da un cumulo di fini detriti di marmo misti alla fanghiglia prodotta da lavorazioni precedenti, per ammortizzare la caduta della bancata e limitarne le rotture. Una volta sul piazzale, la bancata veniva lavata per essere esaminata dai cavatori più esperti che ne individuano le impurità e segnavano i punti dove effettuare eventuali tagli.
L'operazione successiva era il ridimensionamento in blocchi di dimensioni commerciali con la tagliatrice a filo diamantato. Un'operazione delicatissima: ogni errore, infatti, rischiava di diminuire la resa dell'intera bancata e produrre blocchi di valore inferiore a quello che la qualità del marmo faceva sperare. Poi entravano in scena i riquadratori, che a suon di subbia e martello, cercavano di dare una forma quadrata al blocco. Era un lavoro difficile, pesante, e quei cavatori dovevano essere forti, pazienti e capaci.

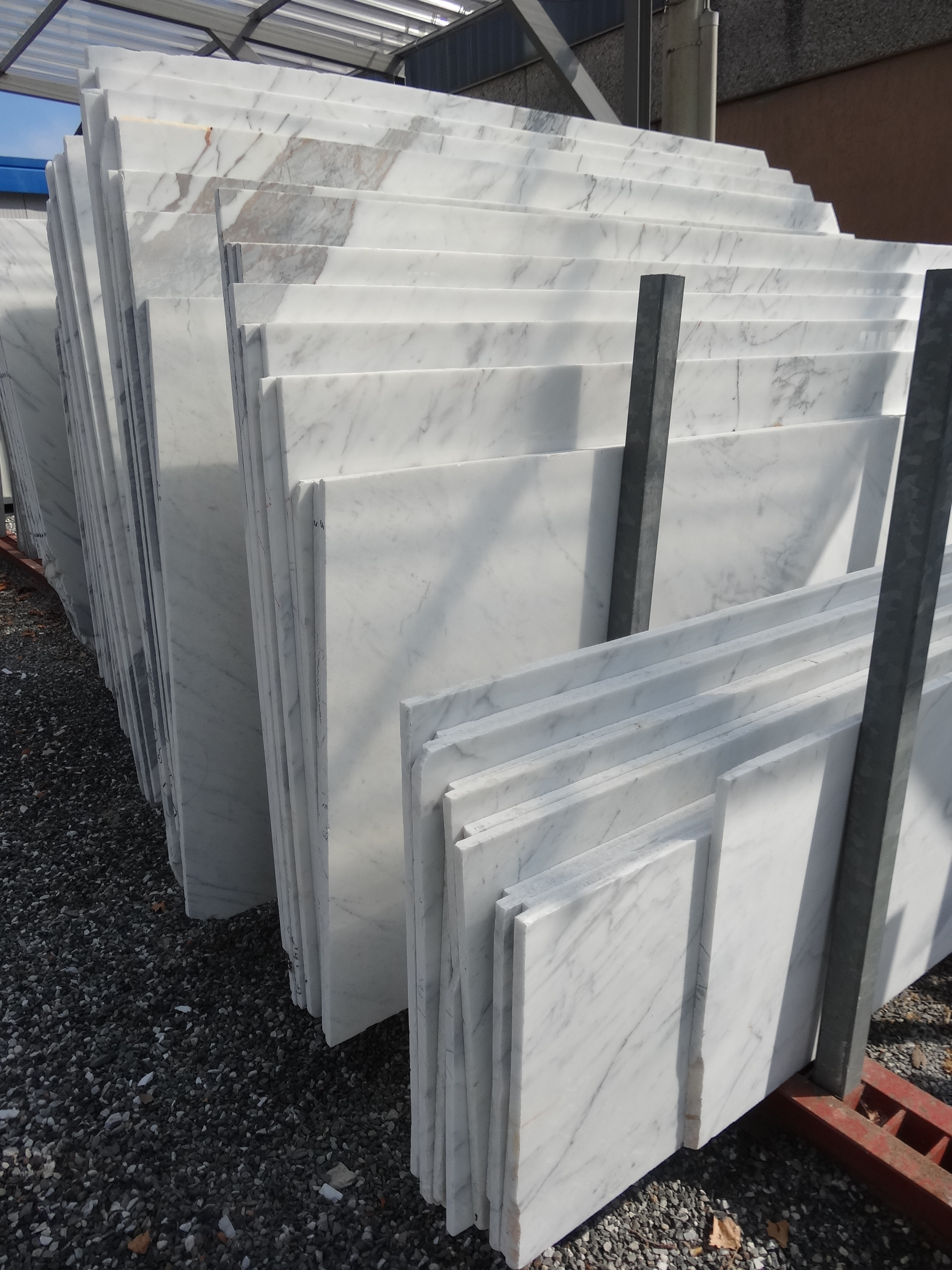
Lastre di marmo di Carrara

Infine venne introdotto il filo diamantato, attualmente in uso, la cui introduzione inizialmente creò problemi di sicurezza lavorativa causa la facilità di sganciamento, problematica ora corretta.
Una volta estratto il blocco di marmo dalla cava, viene segato in lastre (2, 3 cm o più di spessore).
Nel 2021 il canale televisivo Dmax ha realizzato il programma Uomini di Pietra, distribuito da Discovery+, relativo all'estrazione del marmo sulle Alpi Apuane, e in particolare nelle cave della società Henraux Spa, suscitando le critiche del mondo ambientalista e del C.A.I., in quanto ritenuto uno spot a favore della "distruzione della montagna".

## Il trasporto del marmo nel tempo

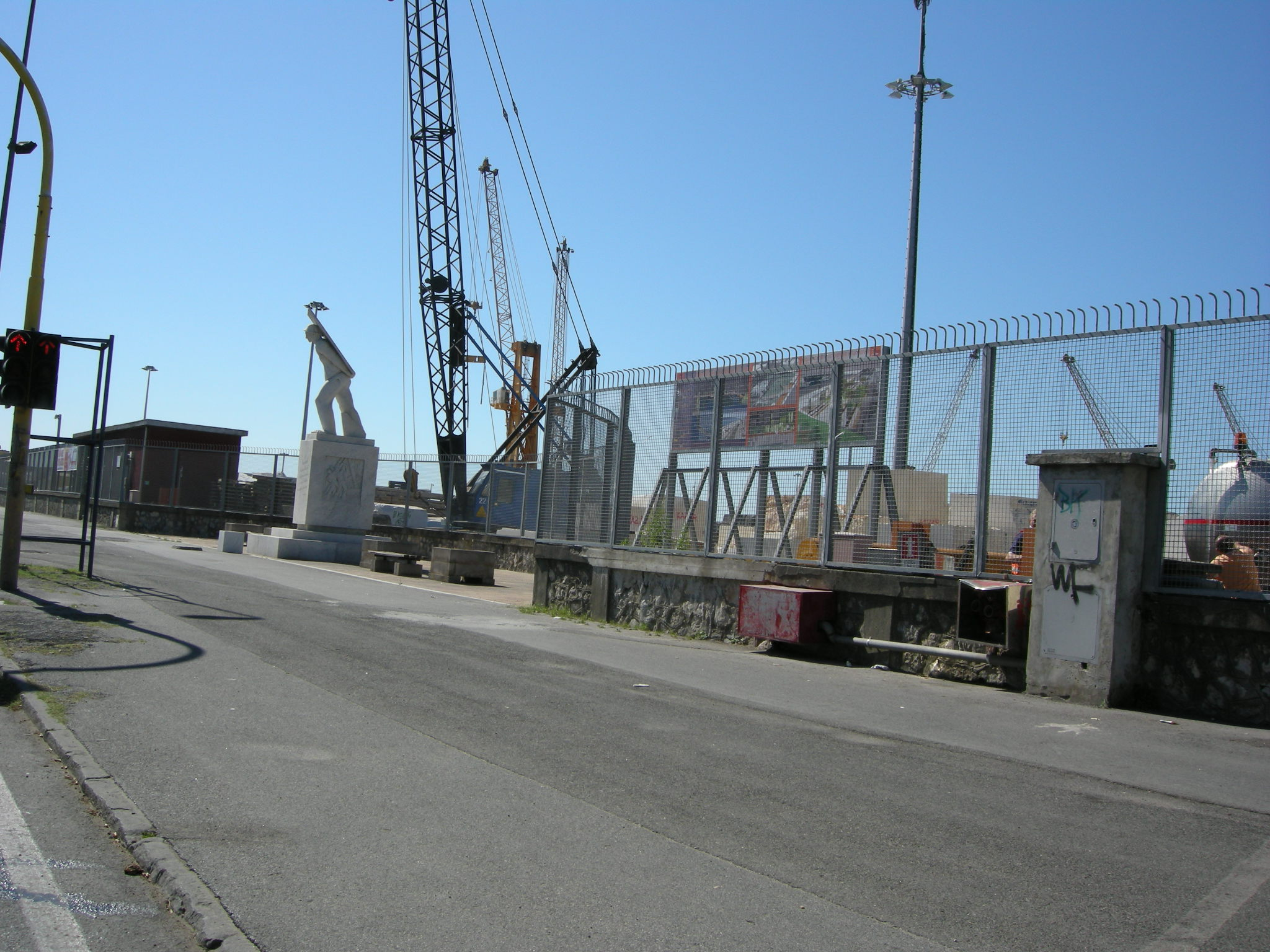
Porto di Carrara

Una volta riquadrati, i blocchi dovevano scendere a valle fra colate di detriti marmorei chiamati "ravaneti". Storicamente la discesa dei blocchi lungo i ripidi pendii rocciosi delle cave ha rappresentato un'impresa non priva di rischi e di problemi tecnici, ed è stata portata avanti con metodi via via più evoluti a mano a mano che le condizioni economiche e sociali della regione si evolvevano.
Il primo rudimentale metodo di trasporto si chiamava "abbrivio" e consisteva nel fare rotolare il masso giù dalle pendici, senza alcun controllo, fino a farlo fermare su un letto di detriti più fini. Il procedimento, ampiamente praticato nei tempi antichi, era tanto pericoloso che fu vietato per legge quando si affermò il metodo della "lizzatura".

La lizzatura è un metodo tradizionale di trasporto del marmo su slitta, ancora praticato nei primi decenni del XX secolo. Fondamentalmente il blocco di marmo veniva saldamente fissato ad una slitta di legno trattenuta a monte da un sistema di funi scorrevoli. La slitta veniva gradualmente abbassata lungo il pendio da una squadra di uomini che allentava le funi e controllava il percorso della slitta. Alla lizzatura partecipavano dodici uomini: era un lavoro di squadra molto rischioso. Davanti alla slitta si poneva il capo lizza, in genere l'operaio più esperto della squadra, con il delicato compito di controllare che la discesa procedesse per il meglio. Il capo lizza disponeva i "parati" sul terreno davanti alla lizza, e dava il segnale ai mollatori di allentare o stringere i cavi al momento giusto. I "parati" erano robuste assi di legno di ciliegio, insaponate dal più giovane della compagnia, che erano aggiunte anteriormente al carico mano mano che questo procedeva nella discesa, consentendogli di scivolare senza incontrare ostacoli.

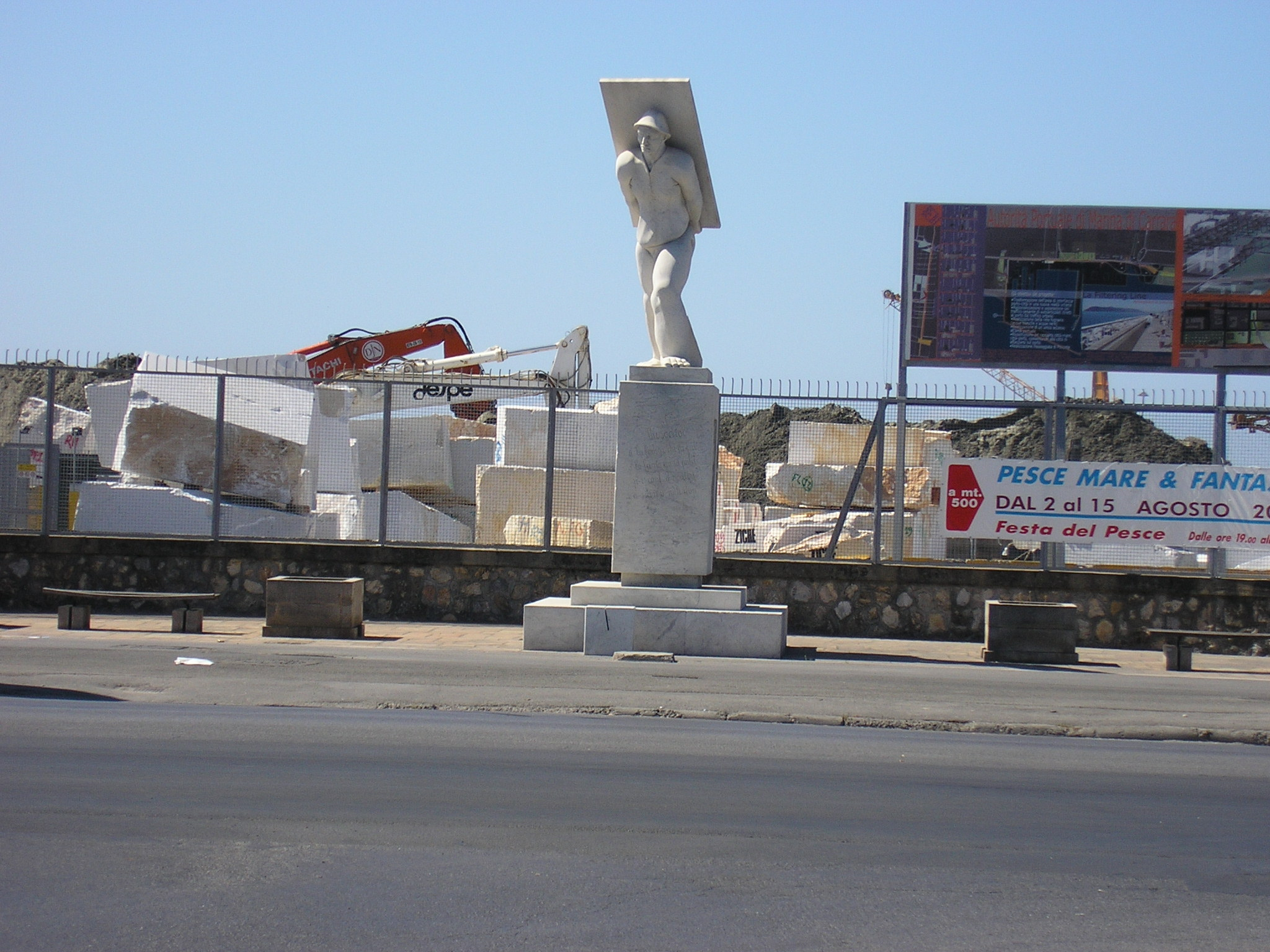
Monumento al Buscaiol, scaricatore di porto specializzato nel carico/scarico di lastre di marmo nel porto a Marina di Carrara.

Un'altra figura molto importante nella "lizza" era il "mollatore", chiamato anche "l'uomo del piro", che aveva il compito di allentare lentamente le corde che trattenevano verso l'alto il blocco, in modo che il carico scendesse lentamente e senza prendere velocità. La lizzatura era una delle fasi più rischiose dell'intero ciclo produttivo: se il carico si liberava dalle corde, e prendeva velocità, era frequente che travolgesse uno o più uomini della squadra, con gravi conseguenze. Il lavoro della lizzatura finiva nel momento in cui il carico arrivava al "poggio", che era il luogo dove i blocchi di marmo venivano liberati dalle corde e caricati sui carri trainati dai buoi che avevano il compito di trasportare il marmo ai laboratori, alle segherie o al vicino Porto di Marina di Carrara.
A partire dagli ultimi decenni del XIX secolo si affermò il trasporto del marmo su rotaia, grazie alla costruzione di un apposito tracciato ferroviario poco dopo l'Unità d'Italia. La Ferrovia Marmifera fu adibita per quasi un secolo al trasporto del marmo in concorrenza con la tradizionale lizzatura, i convogli di carri trainati da buoi e i primi tentativi di trasporto su strada con trattrici e su gomma. Costruita fra il 1876 e il 1890 la ferrovia collegava i principali centri di stoccaggio dei blocchi dei tre bacini marmiferi carraresi - Torano, Miseglia e Colonnata - con le segherie in pianura, il porto di Marina di Carrara e la rete ferroviaria nazionale. La costruzione del tracciato rappresentò un'impresa ingegneristica considerevole dati i mezzi dell'epoca: si dovevano superare 450 m di dislivello per una lunghezza totale di 22 km con una pendenza massima del 6 per cento, attraversando un gran numero di ponti e ferrovie.
La "marmifera" operò a lungo in sostituzione della rete stradale, ma la costruzione di sempre più numerose strade di arroccamento e la conseguente concorrenza con i moderni mezzi di trasporto su gomma la rese antieconomica. Dopo un breve travaglio la ferrovia cessò la sua attività nel 1964 e il suo tracciato venne in gran parte smantellato. Alcuni tratti vennero trasformati in strade.
Il trasporto dei marmi su strada iniziò ad affermarsi approssimativamente a partire dal 1920, con l'ampliamento e l'ammodernamento delle strade dirette verso i bacini di estrazione. I primi mezzi di trasporto meccanizzati furono "trattrici" a combustione interna, tradizionalmente chiamati "ciabattone". A partire dal dopoguerra il trasporto su gomma divenne predominante, soprattutto con l'introduzione dei camion di fabbricazione tedesca Magirus-Deutz. Attualmente tutto il marmo escavato dalle cave viene trasportato su gomma fino al porto di Marina di Carrara o smistato ad altre destinazioni.

## Destinazione del marmo estratto dalle cave

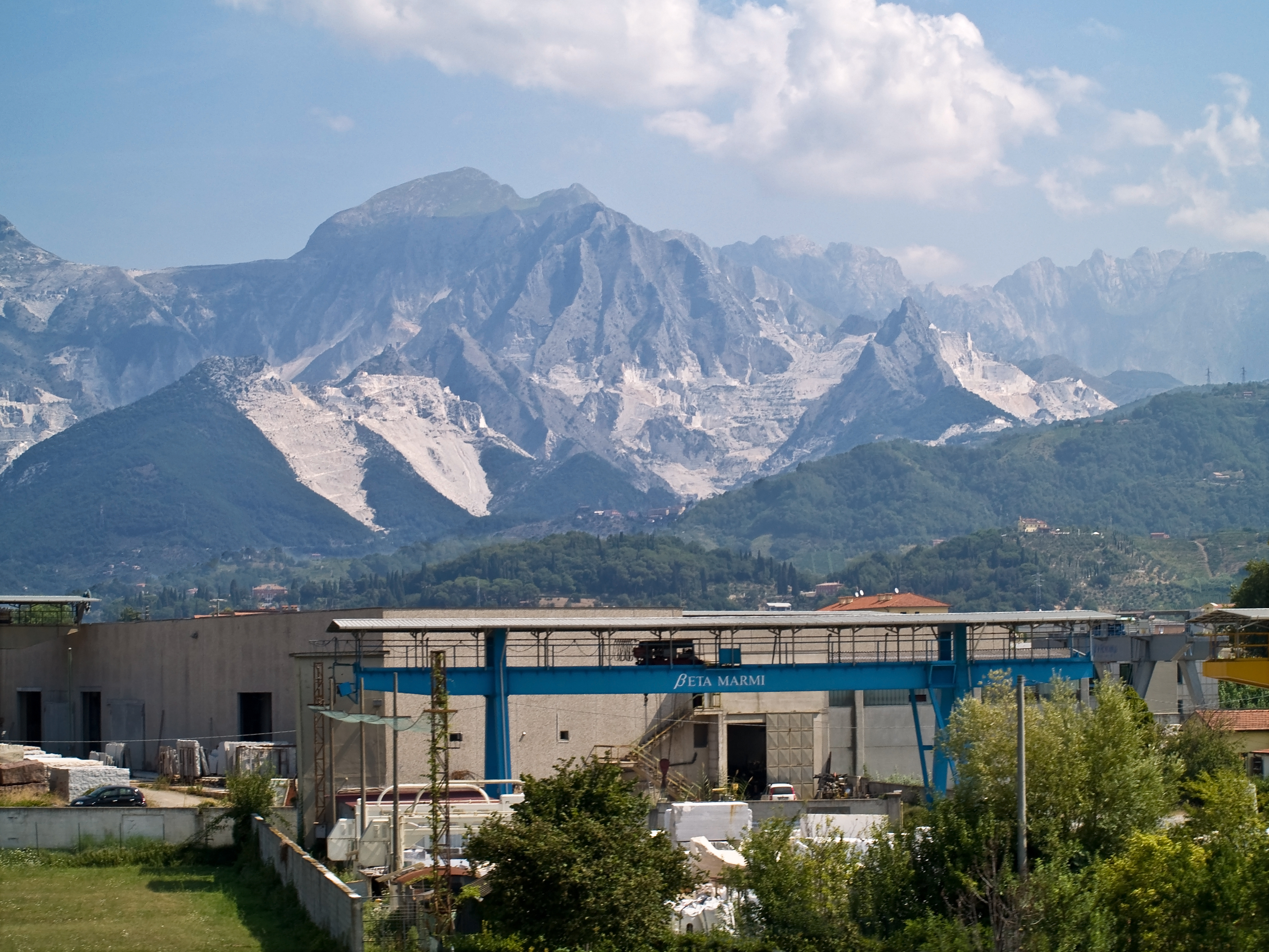
Sfruttamento intensivo del marmo di Carrara e il relativo impatto paesaggistico.

Circa il 75% dell’estratto nelle cave è costituito da marmo in scaglie e polvere, impiegato come carbonato di calcio, destinato a usi industriali, mentre il 25% è marmo in blocchi. Una parte minoritaria del marmo estratto in blocchi viene esportato in forma grezza, mentre la maggior parte viene trasformato in lastre di diverso spessore e poi lucidato per essere impiegato nel settore edilizio. Solo lo 0,5% è oggi impiegato per usi artistici. Secondo gli stessi industriali, settori promettenti per il futuro delle cave di marmo sarebbero quelli dei riempimenti in mare, scogliere, filtri e tessuti.
Per effettuare le operazioni di segagione e lucidatura vi sono in attività nella provincia di Massa-Carrara centinaia di segherie le quali, per attrezzatura e per il grado di specializzazione raggiunto, lavorano marmi e graniti provenienti da tutto il mondo.
In ogni segheria funzionano particolari telai dotati di lame d'acciaio intervallate alla distanza corrispondente allo spessore richiesto dalle lastre. Ad ogni telaio è impresso un movimento orizzontale ed un continuo abbassamento, mentre le lame, realizzate con una miscela di diamanti e acciaio servono a creare l'azione abrasiva completando il taglio.
A Carrara ha sede un "Istituto Professionale di Stato per l'Industria e l'Artigianato del Marmo", che è in grado di conferire una qualificazione specifica ai lavoratori di questo settore.

## Minerali del marmo di Carrara
All'interno delle cavità del marmo sono frequentemente riscontrabili cristalli perfetti e limpidissimi di numerose specie mineralogiche. Nonostante la piccolezza delle cristallizzazioni questi campioni sono particolarmente richiesti dai collezionisti a causa della bellezza e della trasparenza dei cristalli e del pregevole contrasto che si ha tra i cristalli colorati e la matrice bianca. Alcuni minerali trovati nel marmo sono:
- quarzo ialino
- dolomite
- calcite
- gesso
- fluorite
- zolfo nativo
- albite[40]

## Impatto ambientale e controversie

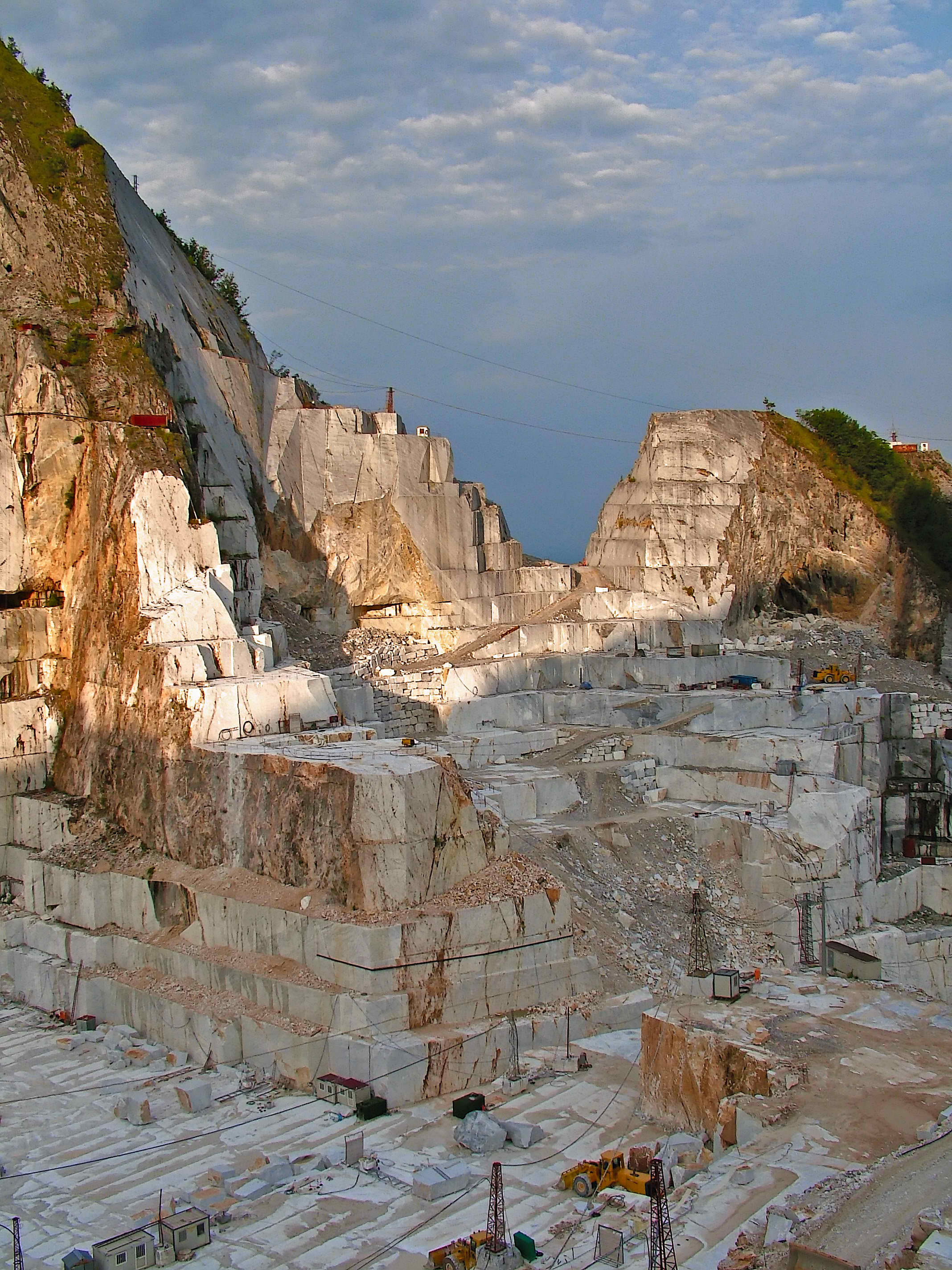
Cava di Gioia (Carrara) e la relativa modifica irreversibile della forma di vetta

L'attività estrattiva ha tuttavia anche risvolti negativi per la collettività e per l'ambiente naturale: ha un impatto negativo sugli acquiferi per l’inquinamento delle acque superficiali e profonde derivanti dalla lavorazione del marmo, per la dispersione delle polveri nell’atmosfera, per l’inquinamento e i disagi dovuti all’intensità dei trasporti su strada dei materiali estratti e per la modifica irreversibile della morfologia dei luoghi, con elevatissimo impatto paesaggistico, e talvolta anche dei profili delle montagne più elevate e significative. Infine, sotto il profilo del dissesto idrogeologico i ravaneti, in particolare quelli recenti, rappresentano aree a forte rischio. Elevati impatti negativi indiretti delle cave che ricadono sul territorio apuano sono il pericolo, l'inquinamento, i disagi e il rumore generati dall’intensità dei trasporti su strada dei materiali estratti, nonché l'usura delle strade stesse.
Il fatto che circa il 75% dell’estratto nelle cave sia costituito da scaglie successivamente polverizzate per produrre il carbonato di calcio, lavorato da multinazionali quali: Omya e destinato a usi industriali, mentre solo il 25% sia pietra impiegata principalmente nel settore edilizio e che solo lo 0,5% sia ancora usato nel campo dell'arte che ha reso celebre il marmo di Carrara, è un'altra argomentazione spesso usata a favore della chiusura o della riduzione delle cave. Secondo alcuni osservatori, tra i quali Il Sole 24 Ore, l'impatto economico positivo della filiera del marmo sul territorio è sempre più esiguo. Anche sul fronte dell'occupazione, il settore sarebbe in calo: secondo il Corriere della Sera, il numero degli occupati diretti nelle cave sarebbe passato da 16.000 negli anni '50 a circa 1.000 oggi. La presenza dell'attività mineraria, per sua natura non rinnovabile e considerata non sostenibile, è inoltre considerata un limite ad ogni modello di sviluppo economico alternativo e rinnovabile, che valorizzi le potenzialità turistiche ed agroforestali delle Alpi Apuane.
Non mancano nemmeno i sospetti di infiltrazione mafiosa nel mondo delle cave carraresi dagli anni '80 al 1992 e la presunta esistenza di "sistemi mafiosi" nel mondo delle cave.
Contro l'attività estrattiva intensiva sulle Alpi Apuane si battono da anni numerose associazioni ambientaliste (Legambiente, Gruppo d’Intervento Giuridico, WWF, Extinction Rebellion e altre ancora) e di tutela del territorio (Italia Nostra e Fondo Ambiente Italiano, Slow Food) comitati, collettivi, gruppi speleologici ed alpinistici tra i quali lo stesso C.A.I. e Mountain Wilderness, talvolta definiti "no cav". I metodi di lotta includono flash mob, petizioni, azioni dimostrative, cause legali, iniziative politiche, sensibilizzazione dell'opinione pubblica e pressioni sulle aziende. Per quanto riguarda la diffusione internazionale della causa "no cav", anche importanti giornali stranieri come Newsweek, The Guardian, Le Monde, Le Figaro, Deutsche Welle, TV Svizzera e SwissInfo hanno realizzato inchieste sui danni ambientali delle cave. Nel 2012 un articolo del Der Spiegel ha suscitato grande interesse in Germania.
Sono comparsi numerosi articoli di denuncia della situazione ambientale apuana su quotidiani e riviste. Anche la RAI nel 2014 e 2015 si è occupata della "selvaggia escavazione delle Alpi Apuane" in un servizio del TG1. Il docufilm americano Antropocene inserisce inoltre quello delle Alpi Apuane tra i 43 maggiori disastri ambientali contemporanei. Numerosi intellettuali hanno preso posizione per la tutela delle Alpi Apuane.

Nel 2020 il partito Europa Verde, che si prefigge la chiusura delle cave ricadenti nel parco e l'abrogazione delle deroghe regionali, ha sollevato la questione nelle sedi istituzionali e ha proposto un referendum abrogativo riguardante le norme regionali più favorevoli alle cave.

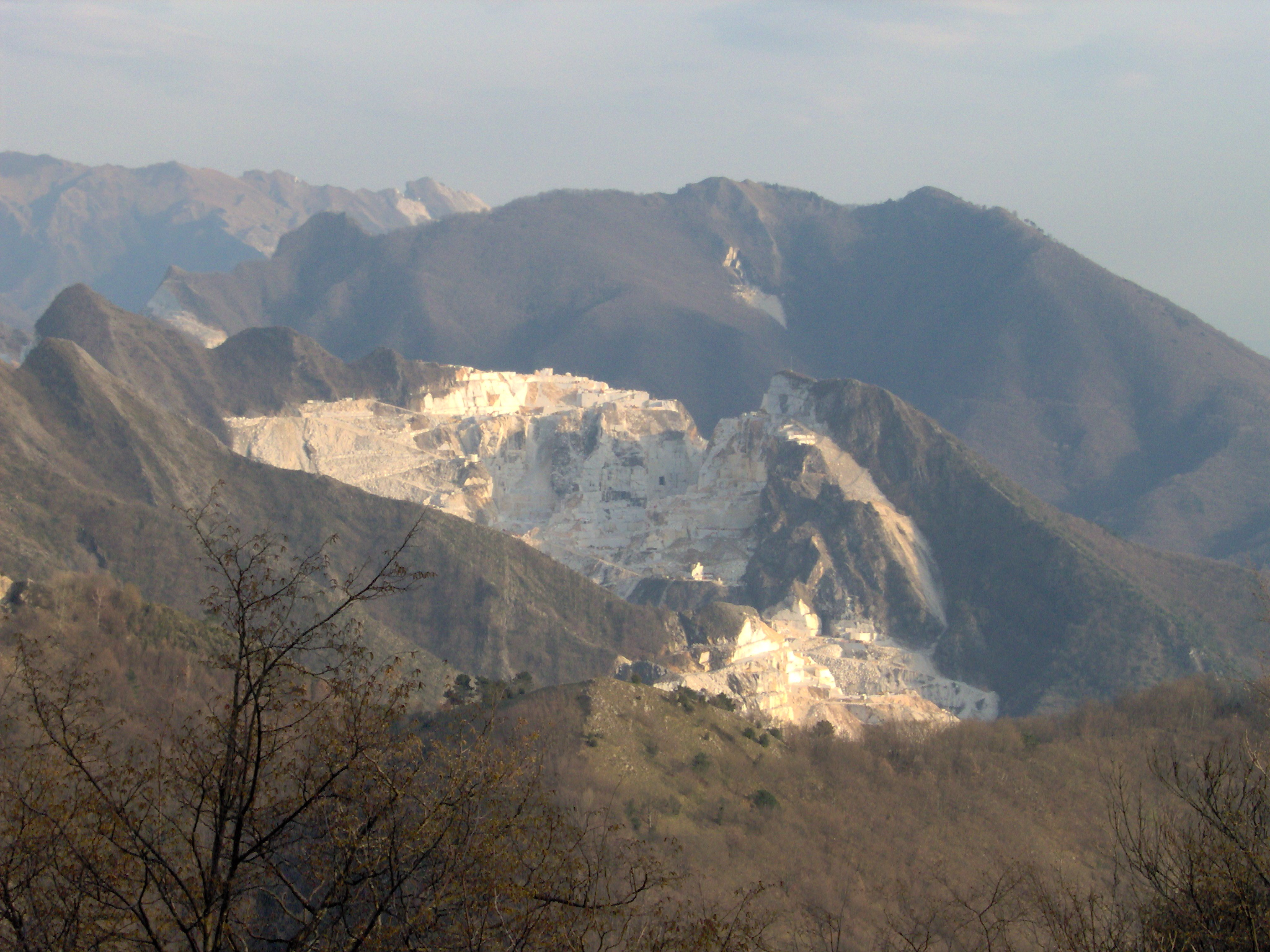
Le cave viste da Campocecina, con la modifica irreversibile di alcune vette.

Ulteriore visibilità internazionale alle cave apuane e ai danni da loro provocati è stata data dalla vittoria della serie di fotografie intitolata White Gold di Luca Locatelli nel Sony World Photography Awards del 2018. Infatti, questi scatti erano stati pubblicati dal New York Times a corredo di un articolo sul marmo di Carrara che, sebbene non affrontasse direttamente il tema dell'impatto ambientale e paesaggistico dell'escavazione, poneva l'accento sulla massiccia diffusione globale del marmo di Carrara per usi edilizi e non più artistici.
Più direttamente connessa alla causa "no cav" è stata data dalla vittoria del Wildlife Photographer of the Year nel 2020 di una fotografia notturna di lupi nei pressi del Monte Corchia intitolata Wolf Mountain e realizzata da Lorenzo Shoubridge, artista che in varie interviste si è espresso contro le cave.